# Deschutes (dopływ Kolumbii)
Deschutes (ang. Deschutes River) – rzeka w USA, w środkowym Oregonie, główny dopływ rzeki Kolumbia. Zbiera wody opadowe ze wschodnich stoków Gór Kaskadowych. W przeszłości była głównym indiańskim szlakiem komunikacyjnym łączącym rzekę Kolumbia z lądową drogą wschód-zachód nazwaną przez białych szlakiem oregońskim. Na większości swej długości płynie przez tereny mocno sfałdowane i jałowe, a jej dolina stanowi serce środkowego Oregonu. W czasach dzisiejszych rzeka zapewnia nawadnianie przybrzeżnych pól, a nadto stanowi atrakcję dla miłośników raftingu i wędkarstwa muchowego.

## Opis
Rzeka Deschutes wypływa ze zbiornika o nazwie Little Lava Lake, jeziora w Górach Kaskadowych położonego około 40 km na północny zachód od miejscowości La Pine. Rzeka płynie na południe formując dwa większe zbiorniki wodne zwane Crane Prairie Reservoir i Wickiup Reservoir, by następnie skręcić na północny wschód mijając ośrodek wypoczynkowy Sunriver i dotrzeć do miasta Bend. W Bend większość wód niesionych przez rzekę jest wykorzystywana do nawadniania pól, na skutek czego po opuszczeniu miasta staje się znacznie węższa i płytsza. 
Z Bend Deschutes płynie na północ, mijając miejscowość Redmond. Przepływając przez pustynne regiony środkowego Oregon rzeka drąży kanion. Gdy osiąga jezioro Billy Chinook na zachód od Madras, lustro wody znajduje się około 100 m poniżej otaczającego rzekę terenu. W jeziorze Billy Chinook (sztuczny zbiornik uformowany przez zaporę Butte) Deschutes zasilają rzeki Crooked i Metolius. 
Za zaporą rzeka nadal płynie na północ kanionem znacznie poniżej otaczającego ją terenu. Przepływa przez Rezerwat Indiański Warm Springs i jego centrum administracyjne Warm Springs oraz ośrodek wypoczynkowy Kah-Nee-Ta. Rzeka kończy bieg wpadając do rzeki Kolumbia 8 km na południowy zachód od miejscowości Biggs Junction.

## Historia
Francuscy traperzy, którzy pierwsi eksplorowali te tereny, nadali rzece nazwę Riviere des Chutes lub Riviere aux Chutes, co w języku francuskim oznaczało Rzekę wodospadów. Wodospadem, do którego nawiązywała nazwa, był wodospad Celilo Falls na rzece Kolumbia, w pobliżu ujścia Deschutes (ten wodospad dzisiaj nie istnieje, przykryty wodami jeziora zaporowego Dalles).
Lewis i Clark dotarli do rzeki 22 października 1805, zapisując jej indiańską nazwę Towarnehiooks; w drodze powrotnej nadali jej nazwę Clarks River. Wśród wielu nazw wymienia się najczęściej Clarks River, River of the Falls, Riviere des Chutes, Chutes River i Falls River.
W XIX stuleciu rzeka stanowiła główną przeszkodę dla pionierów wędrujących szlakiem oregońskim. Najczęściej wykorzystywane miejsce przeprawy znajdowało się u jej ujścia. Wielu wędrowców obozowało po sforsowaniu rzeki nad urwiskiem na zachodnim brzegu (patrz: zdjęcie). Pozostałości szlaku wiodącego na szczyt są widoczne po dziś dzień.